# 21468 Saylor
21468 Saylor è un asteroide della fascia principale. Scoperto nel 1998, presenta un'orbita caratterizzata da un semiasse maggiore pari a 2,6767636 UA e da un'eccentricità di 0,1087661, inclinata di 3,34221° rispetto all'eclittica.